# Triêu báo
Triêu báo (chữ Hán: 朝報) là hình thái phát hành công báo phổ biến tại Hán tự văn hóa quyển trung đại.

## Lịch sử

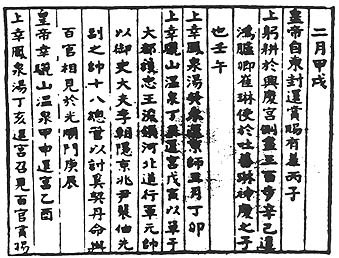
Bản sao một tờ Khai Nguyên tạp báo (開元雜報), nguyên bản đã hủy thời Văn Cách. Tạp báo này xuất hiện giai đoạn 713-34, là công báo cổ nhất còn lưu trữ được.

Triêu/triều/trào báo minh diễn là "công báo phát hành thường nhật" hoặc "công báo do triều đình ban hành". Ngoài ra, còn những cách gọi thông tục khác như để báo (邸报), để sao (邸抄, 邸鈔), điều báo (條報), tạp báo (雜報).
Trong thực tế, đây là hình thái báo chí sơ khai nhất trong lịch sử nhân loại, thuộc độc quyền chính phủ và chưa hề có yếu tố thương mại. Triêu báo có thể phát hành định kì theo ngày (5 ngày/lần), thậm chí theo khắc, tùy mức nghiêm trọng trong vấn đề truyền tải. Chiểu cách này, có thể coi cáo thị (告示) là một dạng triêu báo.
Hình thức triêu báo thường là thếp giấy bề rộng 35–36 cm, bề dài tùy nghi, bố cáo súc tích các mệnh lệnh triều đình hoặc thông tin về diễn biến chính trị - xã hội toàn quốc. Do đặc thù truyền thông cấp bách, triêu báo không thể ấn loát bằng ván khắc như thư tịch, mà nhà in luôn có đội ngũ hàng chục người chia nhau sao chép ra giấy, công việc thường tốn chí ít nửa ngày cho mỗi đầu báo.
Nội dung triêu báo được quan tâm giám sát rất ngặt, thường do các vị kiểm chính quan hoặc kiểm tường quan đảm trách, đôi khi đích thân quốc chủ cũng dự phần tu chính. Triêu báo phê duyệt xong được đem dán ở cổng cấm thành hoặc đình quảng bá cho dân chúng đọc hoặc sao lại.
Trung Hoa
Triêu báo phát xuất từ để báo thời Tây Hán, có chức năng truyền đạt quốc sự cho quan dân đều biết. Từ thời Tùy-Đường, do kĩ nghệ ấn loát tiến bộ hơn nên nội dung triêu báo mỗi lúc một đa dạng và tần suất phát hành dày thêm. Ban sơ chỉ thuần Hán văn nhưng sau thi thoảng dùng cả thể chữ khác.
Tống triều được coi là thời kì có hệ thống kiểm duyệt để báo khắt khe nhất. Những năm Ung Chính triều Thanh còn có lệnh cấm phát hành để báo và thay bằng kinh báo (京報).
Cao Ly
Thời Triều Tiên, vương thất Lý lập ra Triêu Báo thự (朝報墅) làm cơ sở đặc trách ấn hành triêu báo.
An Nam
Tháng 10 năm Tân Hợi (1491), hoàng đế Lê Thánh Tông cho dựng Quảng Văn đình (廣聞亭) trên nền di tích Trữ Văn đình (儲聞亭) thời Lý ở Đại Hưng môn (tức cửa Nam thành Đông Kinh) làm nơi triều đình bố cáo và dân chúng kêu oan. Sang triều Nguyễn thì đổi thành Minh Chiêu đình, rồi Quảng Minh đình. Năm 1896, chính phủ Hà Nội dỡ đình rồi đặt tượng nữ thần Tự Do, làm thành Vườn hoa Cửa Nam.

## Nội dung
Theo cổ sử, nội dung triêu báo căn bản theo những chủ đề sau:
- Chiếu chỉ và tình hình đức kim thượng.
- Bổ nhiệm và bãi miễn quan lại.
- Tấu chương của thần liêu.
- Tình thế chiến tranh.
- Hình phạt.

Ngoài ra, các vấn đề sau thường bị hạn chế:
- Tai dị: Lũ lụt, hạn hán, nhật/nguyệt thực, địa chấn, dịch bệnh, mất mùa...
- Binh biến: Phản chính, dân gian khởi loạn, man tộc bạo động, ngoại xâm, trộm cướp...
- Biến cố nội đình.
- Tấu chương chưa phê chuẩn[7].

## Liên kết
1. ↑  Wen zong chu ban she, Hongkong. 中國的智慧 =: The wisdom of China: (中英文對照) / 香港文宗出版社編譯, 1953. Digitized from University of Michigan ngày 17 tháng 5 năm 2006.
2. ↑  Canadian Library Journal, Canadian Library Association, v. 27, 1992. Digitized Dec 27, 2007 from the University of California.
3. ↑  中华印刷通史 Lưu trữ ngày 29 tháng 9 năm 2007 tại Wayback Machine . ngày 29 tháng 9 năm 2007 https://web.archive.org/web/20070929121648/http://www.new-365.com/press_com/print/07_3.htm. {{Chú thích web}}: |title= trống hay bị thiếu (trợ giúp)
4. ↑  Lamont, Ian. The rise of the press in Late Imperial China, ngày 27 tháng 11 năm 2007
5. ↑  餘繼登（1544－1600）、《典故紀聞》275：『頁亦互相傳報，使知朝政』。
6. ↑  Nữ thần tự do ở vườn hoa Cửa Nam
7. ↑  尹韻公《中國明代新聞傳播史》171頁

- 歷史篇下冊備課講義第一二章